# Légiposta (Lost)
A Légiposta egy epizód a Lost című televíziós  sorozatban.
|  | Alább a cselekmény részletei következnek! |

Az előző részek tartalmából:
John, Desmond és még néhányan visszamennek a gyöngyállomáshoz szétnézni. Sayid rendbe hozza a videórendszert és az egyik monitoron egy félszemű fickóra figyelnek fel. Kate miután visszatért a túlélőkhöz, mentőakcióra indul, hogy kiszabadítsák a dokit. A dzsungelben Locke, Sayid, Kate és Rousseau találnak egy tanyát, ahol a félszemű pasas tartózkodik.  Miután kiderül, hogy a többiek közé tartozik, fogolyként bánnak vele és közlik vele, hogy célba vették a táborukat. Desmond beszámol Charlie-nak, hogy látja, amint sorozatosan a srác meghal, de bármennyire is próbálkozik megmenteni őt, előbb vagy utóbb meg fog halni.
A folytatás:
Az első visszaemlékezésben Claire magához tér egy baleset bekövetkezte után. Az anyjával kocsikáztak, amikor a baleset történt. Claire kimászik a tropára tört kocsiból és odasiet az anyjához, ki eszméletlenül fekszik a földön. Az anyja kirepült a szélvédőn.
A szigeten Claire felébred és Charlie már meglepetéssel várja. Csinált a lánynak reggelit. Claire végre örül, hogy Charlie jobban érzi magát, de nem érti miért ez a nagy változás. Charlie közli vele, hogy minden napot élvezni akar és épp itt az ideje elkezdeni. Ez alkalomból előkészített egy piknik placcot a parton, ahová szívesen várja Claire-t. Sayidék próbálnak rájönni a térképből, hogy merre menjenek a Többiek táborához. Időközben Sayid vitázni kezd Johnnal, mert nem tudja neki megbocsátani, hogy levegőbe küldte a Flame bunkert. John közli vele, hogyha szólt volna a C-4-esről, akkor talán gondolkodott volna előre. Kate próbálja kiszedni az információkat Mikhailból, de a férfi nem túl együttműködő.
Claire és Charlie megérkezik a partra és készülnek piknikezni, amikor megjelenik Desmond. A férfi közli Charlie-val, hogy jó lenne, ha elmenne vele vadászni. Claire felfigyel egy csapat vándormadárra és egy remek ötlet jut eszébe. Elrohan Jinhez és közli vele az ötletét. Be akar fogni egy madarat, hogy egy SOS üzenetet küldjenek. Charlie gondolkodóba esik Desmond kérésén, hiszen jól tudja, hogy az élete függ rajta. Claire szeretné, ha Charlie segítene neki, de a fiú inkább Dessel tart. Claire rosszallja, hogy csak eddig tartott Charlie lelkesedése.
A következő visszaemlékezésben Claire a kórházban kénytelen pihenni. Egy rendőr jelenik meg és kérdezgeti a lányt a baleset okai miatt. Claire szerint egy kamion sodorta le őket az útról, de eközben nem figyelte, hogy mennyivel ment az úton. A rendőr a jegyzőkönyvben már úgy rögzíti, hogy  halálos kimenetelű baleset történt, de Claire közli a zsaruval, hogy az anyja nem halt meg, épp most műtik. A rendőr elnézést kér és távozik.
A mentőcsapat megáll pihenni egy pataknál, ahol Kate szeretné megtudni Rousseau-tól, hogy miért nem érdeklődik a lánya felől. Rousseau közli, hogy 16 év telt el a lánya elrablása óta és aligha felismerné Alex. A csapat tovább igyekszik a dzsungelben. Kate eközben faggatni kezdi Mikhailt, hogy miként került a szigetre, de a férfi csak ugyanazt tudja, mondani, hogy tengeralattjáróval hozták ide. Viszont két hete, amióta az impulzus elérte a szigetet, semmit nem tudnak róla. A beszélgetésből az is kiderül, hogy nem Ben az igazi főnök a többiek között. Újra szóba kerül az a bizonyos lista, amiről csak annyi derül ki, hogy Kate-ék soha nem kerülhetnek fel rá, mert különböznek a Többiek szokásaitól. Időközben tovább haladnak, kiérkeznek egy tisztásra, ahol körös körül oszlopok vannak lehelyezve. Claire és Jin azon ügyeskedik, hogy csapdát állítsanak fel madaraknak.
A következő visszaemlékezésben Claire egy kicsit jobban van és megnézi az anyját. A lány nagynénje is a szobában van aki Claire-t hibáztatja a történtekért. A doki szerint a gépek tartják életben a lány anyját és kicsi rá az esély, hogy valaha is felkel. Claire ezt hallva, nem akarja, hogy az anyja itt maradjon, mert nincs rá pénze. Ekkor a doki közli, hogy valaki már kifizette a kórházi költségeket.
Claire és Jin várják a megfelelő alkalmat, hogy csapdába ejtsék a madarakat, de amikor az egyik madár leszáll, egy lövés dördül el. Desmond jön ki a susnyásból, de Claire leteremti, hogy szándékosan üldözte el a madarat. Claire észreveszi, hogy Charlie nincs a férfival. Amikor számon kéri Dest, akkor a férfi közli, hogy Charlie a parton maradt. Claire most már tudni szeretné, hogy Des és Charlie miben mesterkedik.
A mentőcsapat egy pillanatra megtorpant az oszlopokat látván. Kate ráveszi magát hogy megnézze őket, de Sayid leállítja. A férfi szerint az oszlopok nem véletlen vannak itt. Talán egy védelmi rendszer részei.  Sayid amikor rákérdez Mikhailra, akkor a férfi elmondja, hogy valóban védelmi rendszerként működött, de már ez is elavult és használhatatlan. Mikhail azt mondja Sayiddal szemben, hogy felesleges megkerülni ezeket az oszlopokat, mert a tábor körös körül van ilyenekkel. Csak az időt pazarolják, hiszen úgy is át kell menniük közöttük. Sayid előveszi a térképet és tényleg körbe veszik az oszlopok a rajzon a tábort. John felhúzza magát és átlöki Mikhailt az egyik oszlop mellett. A férfi megköszöni ezt Johnnak, majd elkezd remegni. A férfinak kisült az agya. Kate ledöbbent John cselekedetén, hiszen cserének használhatták volna. John szerint a férfi csak plusz teher volt a számukra, így legalább tudják, hogy a kerítés aktív. A túlélők tovább törhetik a fejüket, hogy miként jussanak be, de ekkor John elővesz egy C-4-et a táskájából, amit a Flame bunkerből hozott. Úgy látszik az előző állításával ellentétben csak tudott róla. Sayid nem érti John miért jött a csapattal, hiszen több kárt csinál int hasznot. Kate előrukkol, hogyha mellette nem mehetnek át, akkor majd felette.
Claire letámadja Charlie-t, hogy árulja el mit ügyködnek Desmonddal. Charlie próbálja a hülyét játszani, de Claire átlát rajta és elzavarja.
A következő visszaemlékezésben Claire meglátogatja az anyját, de már egy új orvos kezeli. Vagyis ő azt hiszi. Ez a doktor nem más mint Christian Shephard. Claire nagynénje is befut és felismeri a férfit. Itt rögtön ki is derül Claire számára is, hogy a férfi nem más mint az apja. "Tehát Claire és Jack mostohatestvérek."
A szigeten Kate-ék egy pár fatörzset kidöntögetnek és összeraknak egy állványt, amire felmászhatnak. A csapatnak sikerül átmásznia a biztonsági övezet felett. Claire úgy dönt, hogy végére jár a titkolózásnak és Desmond nyomába ered.
A következő visszaemlékezésben Claire-t  meglátogatja az apja és meghívja a lányt egy kávéra. Dr. Shephard azt javasolja a lányának, hogy engedje el az anyját és hagyja kikapcsolni a gépeket, de Claire ezen felháborodik és elmegy.
Desmond épp egy vándorló madarat indul befogni, ami sikerül is neki, de Claire elcsípte. A lány nem érti, hogy honnan tudta, hogy ez a madár pont itt lesz, amikor most járt itt először. Des kénytelen elmondani neki, hogy látja az elkövetkező eseményeket. csak úgy mint Charlie halálát. Desmond mindent elmondott a látomásairól. Arról, hogy belécsap Charlie-ba a villám, hogy belefullad az óceánba és hogy meghal, miközben a madárért megy. Az utóbbinál Charlie megcsúszott, ráesett pár sziklára, és kitörte a nyakát. Claire visszamegy Charlie-hoz és tudatja vele, hogy Des mindent elmondott a halál közeli eseteiről. Claire vigasztalja a fiút, hogy ezt is meg fogják oldani.
A következő visszaemlékezésben Claire immáron terhesen megy be meglátogatni az anyját, aki még mindig eszméletlen.  Claire úgy döntött, hogy elveteti a babát, valamint bocsánatot kér az anyjától, mert nem vette komolyan a tanácsait és ezen összekaptak.
Charlie és Claire a madárra tűzi az SOS üzenetet, amiben ez áll:
Azoknak, akik aggódnának. A 815-ös járat túlélői vagyunk. 80 napja élünk már ezen a szigeten. 6 órája utaztunk, mikor a pilóta szólt, hogy eltértünk az iránytól, és visszafordulunk Fidzsi felé. Légörvénybe kerültünk, majd lezuhantunk. Azóta itt vagyunk, várjuk hogy megmentsenek, de senki sem jön. Nem tudjuk, hol vagyunk. Csak azt, hogy még nem találtak ránk. Minden tőlünk telhetőt megteszünk. Néhányan már elfogadták, hogy sosem távozhatunk. Nem sikerült mindenkinek életben maradnia, de született egy fiú és vele a remény is. Életben vagyunk. Kérem, ne adják fel a kutatást.
Claire szabadon engedi a madarat, ami szeli az eget dél felé. Eközben Sayidék is megérkeztek a Többiek falvához. Othersville-be. Amikor megpillantják a tábort, mindenki boldognak látszik. Mint egy üdülő paradicsom, de ekkor előjön Jack is. Kate felugrik, hogy szóljon neki, de Sayid csendre inti. A túlélők ledöbbennek, amikor látják, hogy a doki épp Tommal rögbizik és úgy tűnik semmi nem zavarhatja meg a játékba vetett örömét.
|  | Itt a vége a cselekmény részletezésének! |